# Mythische Orte am Oberrhein
Mythische Orte am Oberrhein (französisch Lieux mythiques dans le Rhin Supérieur) ist eine regionale Touristikroute am Oberrhein. Sie führt zu sagenumwobenen Wallfahrts- und Religionsstätten in den Tourismusregionen Südbaden, Elsass und Nordwestschweiz. Das Konzept wurde von einer Projektgruppe unter Leitung der Stadt Lörrach entwickelt und von der Europäischen Union, der Schweizerischen Eidgenossenschaft und dem damaligen Conseil Général du Haut-Rhin finanziert.
Im Frühjahr und Sommer 2007 gab es eine Sonderausstellung im Dreiländermuseum in Lörrach mit originalen Exponaten von den mythischen Orten. Ein Teil davon wird seither in unregelmäßigen Abständen als Wanderausstellung bei den Projektpartnern gezeigt.

## Orte

### Südbaden
- Der Belchen, die vierthöchste Erhebung des Schwarzwaldes
- Ottilienkirche, Lörrach-Tüllingen
- Fridolinsmünster, Bad Säckingen
- Schloss Beuggen, Rheinfelden (Baden)
- Heilige drei Jungfrauen, Pfarrkirche St. Gallus, Ortsteil Eichsel von Rheinfelden (Baden)
- Münster St. Stephan, Breisach am Rhein
- Wallfahrtskirche St. Landelin, Ettenheimmünster
- „Wundertätiges Kreuz“ in der Heilig-Kreuz-Kapelle, Neuenburg am Rhein
- St. Trudpert, Münstertal
- Gnadenbild („Hilfreiche Mutter vom Schwarzwald“) auf dem Hochaltar der Wallfahrtskirche Todtmoos, Todtmoos

### Elsass
- Stiftskirche St-Michel et St-Gangolphe, Lautenbach
- Kirche Saint-Martin-des-Champs (St. Martin auf dem Feld), Oltingue
- Hexenfeuer auf dem Bollenberg bei der Heilig-Kreuz-Wallfahrtskapelle („Chapelle des sorcières“) nahe Orschwihr
- Theobaldus-Münster, Thann
- Gnadenbild in der Wallfahrtskirche Notre-Dame du Grunenwald (Unsere liebe Frau von Grünenwald) bei Ueberstrass
- Drei-Jungfrauen-Grab („Aux trois Vierges“) im Wallfahrtsort Wentzwiller

### Nordwestschweiz
- Belchenflue, Eptingen
- St. Chrischona, Bettingen
- Margarethenkirche, Binningen
- Augusta Raurica, Augst
- Krypta des Basler Münsters, Basel
- Wandfresken vom Jüngsten Gericht in der Nikolauskirche, Oltingen
- Verenagrab im Verenamünster, Bad Zurzach